# Panzer 38
Panzer 38 je bio Čehoslovački tenk korišten od Njemačke u drugom svjetskom ratu

### Nastanak
Već 1935. godine u doba izlaska iz tvornica prvih primjeraka tenka kasnije znanog kao Panzer 35 njegov proizvođač je bio uočio njegove nedostatke i počeo proizvodit novi, moderniji tenk. Taj tenk imena LT-38 je prvi put predstavljen javnosti 1938. godine nakon čega dolazi do Čehoslovačke narudžbe od 150 primjeraka. Prije nego što je i jedan od tih tenkova bio proizveden 1939. godine Čehoslovačka je bila pripojena od Njemačke, a sam tenk dobiva ima Panzer 38.

### Ratno djelovanje
Njemački vrhovni stožer je 1939. godine ovaj tenk proglasio superiornim vlastitim modelima Panzer I i Panzer II tako da on dobiva prioritet u proizvodnji. Tijekom kasnijeg rata u Poljskoj i Norveškoj Panzer 38 čini osnovu Njemačkih oklopnih snaga. U francuskoj njemu se kvalitetno pridružuju Panzer III i Panzer IV, ali bez njega su još uvijek bile nezamislive ozbiljne Njemačke vojne operacije. Početkom rata u Sovjetskom Savezu postaju očiti njegovi nedostaci u borbi protiv tenkova Crvene armije čiji oklop nije bio u stanju probiti. Bez obzira na te probleme on ostaje nezamjenjiv do lipnja 1942. kada se od njega napokon odustaje.

### Oprema
Prvobitni oklop ovog tenka je iznosio samo 25 mm. što je vremenom povećane do debljine od 50 mm koju su imali posljednji modeli pri napuštanju tvornice. Top se nikada nije nadograđivao tako da je njegov promjer od 37 mm postao 1942. jednostavno preslab pogotovo ako imamo u uvidu da tenk Panzer VI Tigar koji se pojavljuje samo koji mjesec kasnije ima top promjera 88 mm.
Prije obustave proizvodnje bilo je izgrađeno ukupno 1400 primjeraka ovog tenka.

### Prenamjene
Najpoznatija konverzija ovog tenka je bila ona u protutenkovsko oklopno vozilo pod imenom Marder II i Marder III. Sveukupno je bilo proizvedeno 1800 primjeraka tog oklopnog vozila koje je nastalo skidanjem kupole na čije mjesto je postavljen top od 76 mm. Taj projekt na kraju krajeva nije bio zadovoljavajući jer je Marder bio previsok, tako da se krenulo u traženje njegove zamjene. To postaje puno uspješnije protutenkovsko oklopno vozilo Jagdpanzer 38 (prikazan na donjoj slici)  koje ostaje u proizvodnji do kraja rata. Njegovu snagu je činio isti top koji se nalazio u Panzer IV i niska silueta što je pomagala u njegovom kasnom otkrivanju od protivnika. Sveukupno ih je proizvedeno više od 2500 primjeraka u razdoblju od samo godinu dana što je rezultat koji je postiglo malo koje Njemačko vojno vozilo.

### Upotreba izvan Njemačke
U trenutku pojave modela Panzer 38 on dobiva fantastične kritike tako da je već prije izbijanja rata bio prodan Iranu, Peruu , Švedskoj, Švicarskoj i Litvi. Tijekom rata Njemačka ih je nekoliko ustupila Bugarskoj, Rumunjskoj, Slovačkoj i Mađarskoj.
Poslije rata nekoliko primjeraka ovog tenka se aktivno koristilo sve do 1970. godine kada ih Švedska napokon prestaje upotrebljavati.  